# Milno
Milno (ukr. Мильне, dawniej Mylne) – wieś na Ukrainie, w obwodzie tarnopolskim, w rejonie tarnopolskim, nad rzeczką Huk (dorzecze Dniestru). W 2001 roku liczyła ok. 900 mieszkańców.

## Historia
Wieś została założona w 1717 roku.
W okresie II Rzeczypospolitej wieś o nazwie Mylne była największą wsią w powiecie zborowskim i jedną z większych w województwie tarnopolskim. W 1939 liczyła ok. 800 rodzin i ponad 3000 mieszkańców.
Wieś Milno przed wrześniem 1939 obejmowała cztery przysiółki: Podliski, Krasowiczynę, Kamionkę i Bukowinę.  
1939–1944 nacjonaliści ukraińscy z OUN-UPA zamordowali w różnych okolicznościach 59 Polaków i 3 Ukraińców sprzyjających Polakom. Większość zginęła 11 listopada 1944 w czasie napadu sotni UPA dowodzonej przez Wołodymyra Jakubowskiego ps. „Bondarenko”. 
Do 2020 w rejonie zborowskim. 

## Świątynie

### Cerkiew Narodzenia Najświętszej Marii Panny

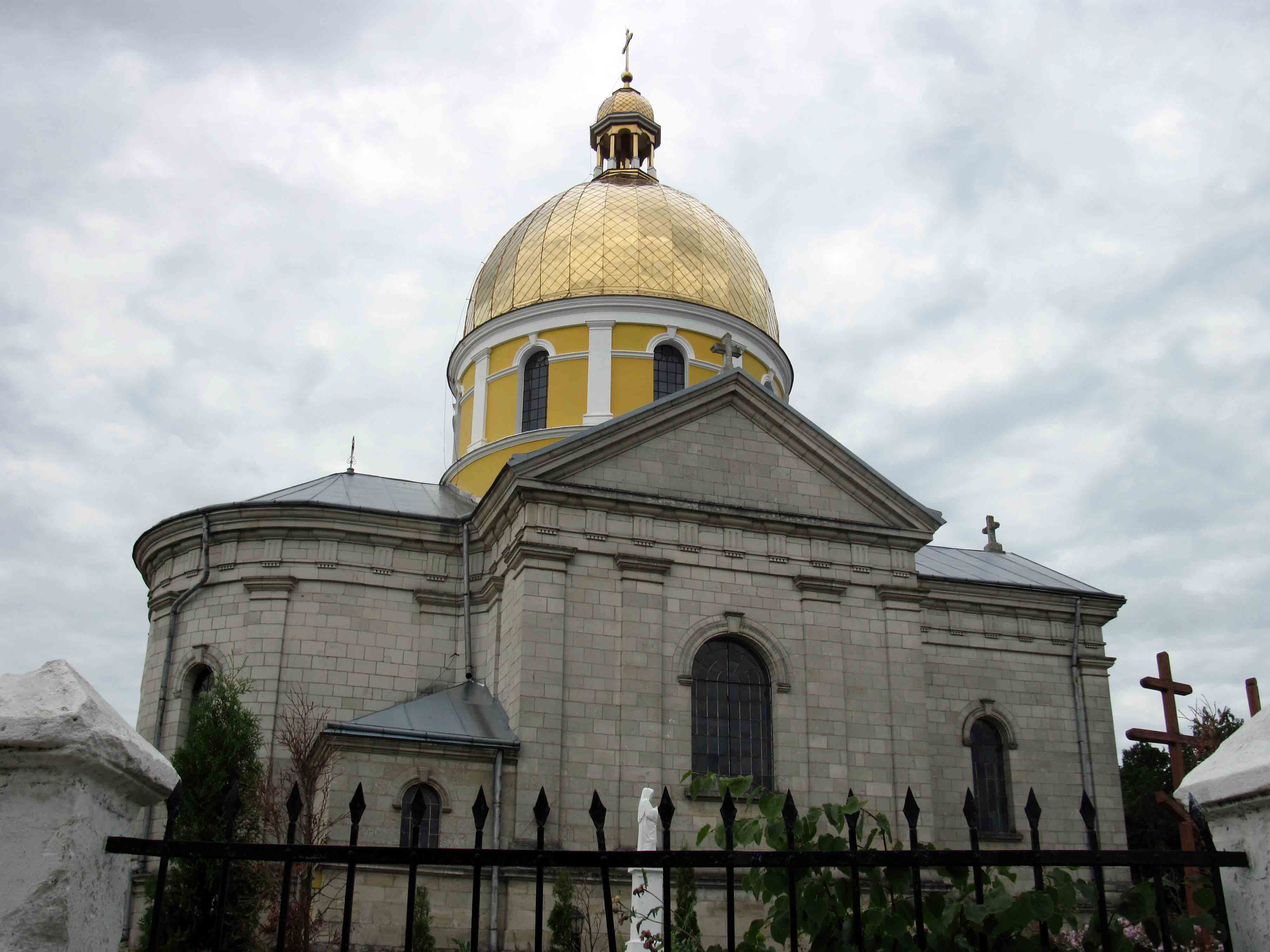
Cerkiew Narodzenia Najświętszej Marii Panny (1906)

Dawny drewniany kościół zbudowano w 1755. W pobliżu wzniesiono drewnianą dzwonnicę. W 1897 w parafii Milno było 1700 grekokatolików.
W 1906 zakończono budowę nowego ceglanego kościoła Narodzenia Najświętszej Marii Panny, konsekrowanego przez metropolitę A. Szeptyckiego. Stary drewniany kościół z XVIII wieku został rozebrany i sprzedany w 1907 do wsi Kruhów w dawnym powiecie złoczowskim.

### Kościół katolicki św. Jan Chrzciciela
W Milnie według oficjalnych danych z 1906 mieszkało 790 wiernych Kościoła Rzymskokatolickiego. W 1908 polska społeczność Milna zbudowała w części wsi o nazwie Bukowina kościół w stylu neogotyckim, który w 1910 został konsekrowano i otrzymał za patrona św. Jana Chrzciciela, podczas I wojny światowej został uszkodzony, lecz nie uległ zniszczeniu, a w latach 20. XX wieku stał się siedzibą parafii rzymskokatolickej, obejmującej również wsie sąsiednie. Odbudowa zrujnowanej wieży kościelnej nastąpiła w latach 1925–1930.

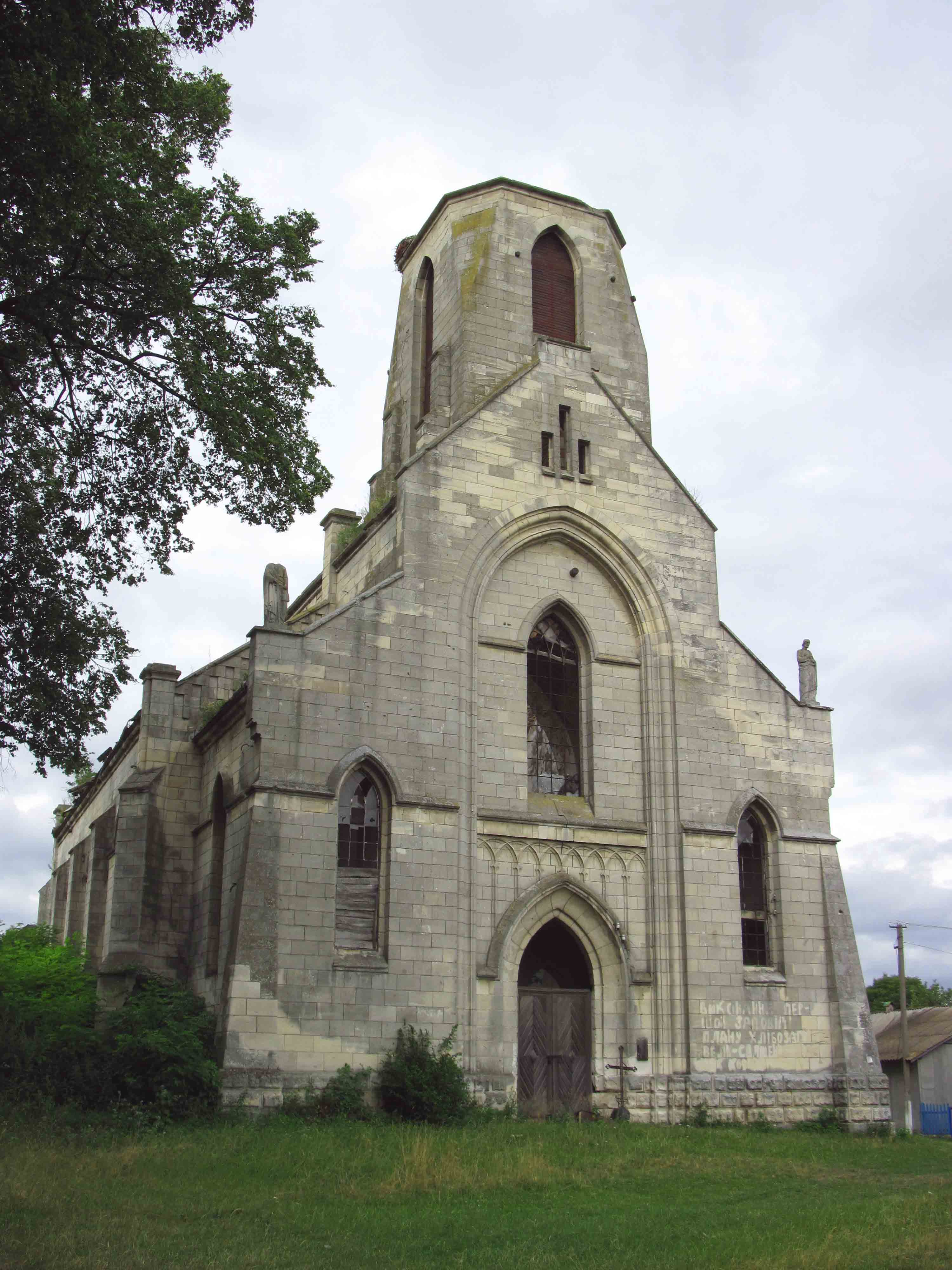
Kościół św. Jana Chrzciciela w MIlnie

Fasadę kościoła stanowi wysoka masywna wieża z bramą wejściową w stylu neogotyckim. Wieżę niegdyś wieńczyła korona i kula z krzyżem. Na górnych krańcach elewacji stały dawniej kamienne figury apostołów Piotra i Pawła, obecnie pozostała tylko jedna kompletna figura. Elewacje, sklepienia dachu i wieży wykonane są z ciosanego białego piaskowca i cegły.
Wewnątrz kościoła posadzkę wyłożono czarnymi i kremowymi płytkami ceramicznymi. Do sklepień dochodziło sześć masywnych kolumn, drewniane drzwi, żeliwne okna. W 1944 po deportacji ludności polskiej przez władze sowieckie, wszystkie metryki i ewidencje zostały przeniesione do kościoła greckokatolickiego we wsi Mydło. Udało się uratować przed zniszczeniem część ikon (Matki Bożej Nieustającej Pomocy i Jezusa Chrystusa), krzyż ręczny, figurki św. Piotra i Pawła, kamienną chrzcielnicę i ławki.
Po wojnie kościół zamieniono na stodołę kołchozu – skład zboża, gdzie chłopi przekazywali państwu kontyngenty. Zachowaną posadzkę posypano nawozem mineralnym, co spowodowało znaczne uszkodzenia płytek na podłodze. 18 lutego 1994 mieszkańcy Bukowiny oczyścili kościół ze śmieci.

## Osoby urodzone w Milnie
- Stanisław Czapla – polski rzymskokatolicki duchowny, pallotyn.
- Franciszek Juliusz Granowski – polski wydawca działający później w Warszawie; zainicjował wydawanie Wielkiej encyklopedii powszechnej ilustrowanej oraz wydawał serię „Biblioteka Dzieł Wyborowych”.

## Pobliskie miejscowości
- Załoźce
- Zborów
- Reniów